# John William Burgon

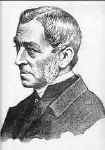
Dean John William Burgon (1813-1888)

John William Burgon (Smyrna, 21 augustus 1813 - 4 augustus 1888) was een Brits anglicaans geestelijke en deken van de Kathedraal van Chichester. Hij is vooral bekend geworden als verdediger van het auteurschap van Mozes van de Thora en als tegenstander van de herziening van de King James Version (Revised Version).

## Biografie
John Burgon werd op 21 augustus 1813 geboren in Smyrna, tegenwoordig het Turkse Izmir. Hij was de zoon van een niet onbemiddelde Britse koopman en zijn vrouw, de dochter van de Oostenrijkse consul te Smyrna en diens Britse dochter. Zijn vader was een verzamelaar van antieke kunst en numismaat, die later als assistent werkte op de afdeling antiquiteiten van het London Museum.
Toen John één jaar oud was verhuisde hij met zijn ouders naar Londen waar hij thuis werd onderwezen door zijn moeder, die hem ook Grieks leerde. Later bezocht hij ook een school, werkte hij een aantal jaar voor zijn vader en studeerde nadien filosofie en theologie aan het Worcester College aan de Universiteit van Oxford (1841-1845). Hij legde zich vooral toe op de studie van klassieke Griekse literatuur, de werken van Aristoteles, het Nieuwe Testament en het Latijn. In 1845 won hij de Newdigate Prize voor zijn gedicht Petra, dat handelt over de gelijknamige historische stad in het tegenwoordige Jordanië. Nadien publiceerde hij regelmatig gedichten en dichtbundels.
In 1846 werd hij een van de bestuurders van het Oriel College, Oxford. Hij werd in zijn theologisch werk sterk beïnvloed door zijn zwager, de wetenschapper en theoloog Henry John Rose (1800-1873), een conservatief Anglicaans geestelijke met wie hij vaak lange vakanties doorbracht. In 1863 werd hij vicar van de University Church of St Mary the Virgin (Universiteitskerk van de H. Maagd Maria) en in die functie nam hij stelling tegen de moderne tekstkritiek en de hogere kritiek. Hij was een verdediger van het Mozaïsche auteurschap van de Pentateuch, iets wat door de meeste geleerden van zijn tijd in twijfel werd getrokken. Hij opende de aanval op hen die de onfeilbaarheid van de Bijbel verwierpen. Ook was hij een fel criticus van het darwinisme en de evolutietheorie. Hij was van mening dat het Scheppingsverhaal in het boek Genesis een historisch verslag is van het ontstaan van de hemelen en de aarde.
Burgon was een confessioneel Anglicaan en protesteerde tegen het schrappen van Geloofsbelijdenis van Athanasius als theologische basis van zijn Kerk. Hij verzette zich ook krachtig tegen het besluit van de Universiteit van Oxford om de verplichte onderschrijving door studenten van de Thirty-nine Articles of Religion ("Negenendertig Artikelen van het Geloof"; d.i. het belijdenisgeschrift van de Anglicaanse Kerk); de maatregel bleef alleen van kracht voor theologiestudenten.

### Verzet tegen deRevised Version
In 1867 volgde Burgons benoeming tot hoogleraar in de theologie aan Gresham College, Oxford. In 1871 schreef hij een boek waarin hij de echtheid van de laatste twaalf verzen van het Evangelie volgens Marcus verdedigde. Tijdens zijn jaren als hoogleraar nam zijn verzet tegen de moderne tekstkritiek toe, culminerend in zijn heftige verzet tegen de Revised Version van de King James Version (KJV). De herzieningscommissie die in de jaren zeventig van de negentiende eeuw aan de slag ging, maakte bij het herzieningsproject geen gebruik van de Textus Receptus als brontekst voor het Nieuwe Testament, maar de tekst Westcott and Hort, recentelijk samengesteld uit de oudst beschikbare manuscripten van het NT, door de geleerden Brooke Foss Westcott en Fenton John Anthony Hort. Volgens Burgon maakten de herzieners gebruik van een "corrupte" brontekst omdat hij de vond dat Westcott en Hort gebruik hadden gemaakt van enkele Westerse manuscripten - volgens Burgon vooral van de Codex Vaticanus - in plaats van gebruik te hebben gemaakt van de vele beschikbare Oosterse manuscripten (de zgn. "Meerderheidstekst"). In een stuk in het tijdschrift "Quarterly Records" in 1881 viel hij flink uit tegen Westcott en Hort. In de jaren erna schreef hij vele brochures waarin de Revised Version afviel.
Burgon trok de betrouwbaarheid van de vijf oudste mss. van het Nieuwe Testament in twijfel. Burgon schreef "... dat zij de meest corrupte documenten zijn die er bestaan. Elk van deze codices (Aleph, B, B) laten duidelijk zien dat het gefabriceerde teksten zijn - het resultaat van een willekeurige en roekeloze bewerking."
Burgon ging zelfs zover dat hij de twee gewichtigste codices, Aleph en B, vergeleek met de twee valse getuigen uit Mattheüs 26:60.
Burgon had niet alleen kritiek op de bronnen waarvan de herzieners zich bedienden, maar ook op de herzieners zelf. Volgens hem waren enkele niet "recht in de leer". Vooral Dr. Vance Smith moest het ontgelden, omdat deze een unitariër was en de Drie-eenheid loochende. Burgon schreef zelfs een brief aan bisschop Ellicott, de voorzitter van de herzieningscommissie, met de vraag Smith uit diens functie als herziener te ontheffen.
John Burgon deed zelf uitgebreid manuscriptenonderzoek en kwam tot de conclusie dat bij een herziening van de KJV gebruik moet worden gemaakt van de Oosterse meerderheidsmanuscripten.
J.W. Burgon verzette zich ook tegen het toenemend ritualisme binnen de Anglicaanse Kerk. Dit wil overigens zeker niet zeggen dat Burgon een "Low Churchman" was, die streefde naar een zo sober mogelijke kerkdienst, Burgon was gewoon gehecht aan de traditionele Anglicaanse kerkdienst gebaseerd op het Book of Common Prayer. Net als de meeste van zijn victoriaanse tijdgenoten was Burgon een "High Churchman" die veel waarde hechtte aan de aloude King James Version, de studie van de Kerkvaders en de tussenpositie die het anglicanisme innam tussen het Rooms-katholicisme enerzijds en het Calvinisme anderzijds.

### Dean vanChichester
In 1876 werd John William Burgon benoemd tot Dean van Chichester. J.W. Burgon staat vooral bekend als Dean Burgon, vanwege zijn functie als deken van Chichester. Hij bleef dit tot 1887.
John William Burgon overleed op 64-jarige leeftijd, op 4 augustus 1888. Zijn uitgebreide collectie manuscripten van het Nieuwe Testament en de Kerkvaders werden na zijn dood geschonken aan het London Museum.

## King James Only?
Tegenwoordig wordt Burgon ten onrechte door de aanhangers van de King James Only Movement ("King James Only-beweging") beschouwd als dé verdediger van de King James Version en tegenstander een herziening van deze Bijbelvertaling. Burgon was wel degelijk een voorstander van de herziening van de Bijbel. Hij geloofde niet dat de Textus Receptus, de brontekst van de Reformatiebijbels een onfeilbare grondtekst was, integendeel. Burgon wees erop dat een aantal Schriftplaatsen in de TR niet terug te vinden zijn in de meeste Oosterse manuscripten (bijvoorbeeld Comma Johanneum, Hand. 8:37, de laatste zes verzen van de Apocalyps, etc.) zijns inziens interpolaties zijn. De huidige Dean Burgon Society, die behoort tot de KJV Only Movement, is van mening dat de KJV een perfecte Bijbelvertaling is die niet aan een herziening toe is en dat de TR onfeilbaar is. Burgons opvattingen over een herziening van de TR komen overeen met die van Dr. F.H.A. Scrivener, die evenals Burgon geloofde in de suprematie van de Byzantijnse Meerderheidstekst boven de tekstkritische uitgaven van Westcott & Hort en Tischendorf.
Dean Burgon wordt omschreven als een "old fashioned Tory and old fashioned High Church-man" ("ouderwetse Tory en een ouderwetse High Churchman").

## Publicaties
- Petra, Oxford, 1845
- The Last Twelve Verses of Mark, 1871
- Revised Revision, Londen, 1883
- The traditional text of the Holy Gospels vindicated and established, 1896
- Div. dichtbundels
- Publicaties over de Kerkvaders